# الحامضه المضبار (الخبت)

تعديل مصدري - تعديل

الحامضه المضبار هي إحدى قرى عزلة عبان بمديرية الخبت التابعة لمحافظة المحويت، بلغ تعداد سكانها 367 نسمة حسب تعداد اليمن لعام 2004.